# People's Choice Country Awards 2023
O People's Choice Country Awards 2023, realizado em 28 de setembro de 2023 no Grand Ole Opry em Nashville, Tennessee, nos Estados Unidos, foi a cerimônia inaugural da divisão country do People's Choice Awards. A cerimônia foi apresentada pelo grupo de música country Little Big Town, e transmitida ao vivo pela NBC e disponibilizada para transmissão no Peacock.
O People's Choice Country Awards reconhece "o maior e melhor que a música country tem a oferecer", escolhido inteiramente pelos fãs, em várias categorias. Vários prêmios honorários também foram entregues durante a cerimônia de premiação.

## Antecedentes e desenvolvimento
Em 9 de março de 2023, a NBCUniversal anunciou que estrearia um spin-off do já conhecido People's Choice Awards, homenageando os artistas mais populares da música country, com os vencedores sendo escolhidos inteiramente pelos fãs, embora vários prêmios honorários também seriam concedidos.
Em 18 de julho de 2023, foi anunciado que a lenda da música country Toby Keith seria o primeiro artista a receber o Prêmio Ícone Country. As indicações foram anunciadas em 16 de agosto de 2023, com Morgan Wallen liderando, com onze, seguido por Luke Combs com oito. Lainey Wilson foi a cantora mais indicada, com sete indicações. Em 8 de setembro de 2023, foi anunciado que a lenda da música country, Wynonna Judd, receberia o primeiro Prêmio Campeão Country, o prêmio celebra sua carreira de décadas e esforços em torno da filantropia e do ativismo.
Wynonna Judd, foi homenageada com o Prêmio Campeão Country. Toby Keith recebeu o prêmio Prêmio Ícone Country, que lhe foi entregue por seu conterrâneo de Oklahoma, Blake Shelton. Ao receber a homenagem, Toby Keith se apresentou pela primeira vez desde o fim de seu tratamento contra o câncer. Esta foi também uma das últimas aparições públicas de Keith antes de sua morte em 5 de fevereiro de 2024.
Durante a cerimônia houve apresentações ao vivo de Blake Shelton, Carly Pearce, Dan + Shay, HARDY, Jelly Roll, Kane Brown, Kelsea Ballerini, Little Big Town e Wynonna Judd.

## Apresentações
| Artista(s)       | Canção(ões)                              | Apresentado(s) por                 |
| ---------------- | ---------------------------------------- | ---------------------------------- |
| Little Big Town  | "Boondocks"                              | —                                  |
| Kane Brown       | "Bury Me in Georgia"                     | Chris Young                        |
| Carly Pearce     | "Country Music Made Me Do It"            | Hunter Hayes                       |
| Blake Shelton    | "Who’s Your Daddy?"                      | Karen Fairchild Kimberly Schlapman |
| Toby Keith       | "Don’t Let the Old Man In"               | Blake Shelton                      |
| HARDY            | "Truck Bed"                              | Nikki Garcia                       |
| Kelsea Ballerini | "Mountain with a View"                   | Kristin Cavallari Adam Doleac      |
| Wynonna Judd     | "I Saw the Light" "No One Else on Earth" | Brothers Osborne                   |
| Dan + Shay       | "Bigger Houses"                          | Carly Pearce                       |
| Jelly Roll       | "Save Me"                                | Leanne Morgan                      |

Notas
1. ↑  Ao vivo de sua turnê Backroad Baptism Tour, em Cincinnati, Ohio, nos Estados Unidos.

## Vencedores e indicados
Todos os indicados estão listados abaixo e os vencedores estão listados em negrito.
| O Artista de 2023 | A Cantora de 2023 (apresentado por Lady A) |
| --- | --- |
| - Morgan Wallen - Blake Shelton - Kane Brown - Kelsea Ballerini - Lainey Wilson - Luke Combs - Old Dominion - Zach Bryan | - Lainey Wilson - Carrie Underwood - Elle King - Kelsea Ballerini - Miranda Lambert - Ashley McBryde - Carly Pearce - Megan Moroney |
| O Cantor de 2023 (Jessie Mickey Guyton e Josh Ross) | O Grupo/Dupla de 2023 (Jessie James Decker e Kameron Marlowe) |
| - Jelly Roll - Kane Brown - Blake Shelton - HARDY - Bailey Zimmerman - Luke Combs - Morgan Wallen - Zach Bryan | - Dan + Shay - Lady A - Maddie & Tae - Little Big Town - Parmalee - Brothers Osborne - The War and Treaty - Old Dominion |
| A Revelação de 2023 | O Álbum de 2023 |
| - Jelly Roll - Bailey Zimmerman - Corey Kent - ERNEST - Ingrid Andress - Megan Moroney - Priscilla Block - Zach Bryan | - One Thing at a Time – Morgan Wallen - Bell Bottom Country – Lainey Wilson - Different Man – Kane Brown - Gettin' Old – Luke Combs - Religiously. The Album. – Bailey Zimmerman - Rolling Up the Welcome Mat – Kelsea Ballerini - the mockingbird &amp; THE CROW – HARDY - Whitsitt Chapel – Jelly Roll |
| A Canção de 2023 | A Colaboração de 2023 (apresentado por The War and Treaty) |
| - "Need a Favor" – Jelly Roll - "Fast Car" – Luke Combs - "Last Night" – Morgan Wallen - "Love You Anyway" – Luke Combs - "Tennessee Orange" – Megan Moroney - "Thank God" – Kane Brown e Katelyn Brown - "Thinkin' Bout Me" – Morgan Wallen - "wait in the truck" – HARDY com part. de Lainey Wilson | - "Save Me" – Jelly Roll com Lainey Wilson - "Cowgirls" – Morgan Wallen com part. de ERNEST - "Thank God" – Kane Brown e Katelyn Brown - "red" – HARDY com part. de Morgan Wallen - "You, Me, e Whiskey" – Justin Moore e Priscilla Block - "Beer with My Friends" – Kenny Chesney e Old Dominion - "wait in the truck" – HARDY com part. de Lainey Wilson - "We Don't Fight Anymore" – Carly Pearce e Chris Stapleton |
| O Crossover de 2023 | O videoclipe de 2023 (apresentado por Gabby Barrett e Dustin Lynch) |
| - "Just Say I'm Sorry" – P!nk e Chris Stapleton - "Dawns" – Zach Bryan com part. de Maggie Rogers - "Life Goes On" – Ed Sheeran com part. de Luke Combs - "Seasons" – Bebe Rexha e Dolly Parton - "Texas" – Jessie Murph com part. de Maren Morris - "That's Not How This Works" – Charlie Puth com part. de Dan + Shay - "UNHEALTHY" – Anne-Marie com part. de Shania Twain - "Wasted" – Diplo com part. de Kodak Black e Koe Wetzel | - "Wait in the Truck" – HARDY com part. de Lainey Wilson - "Need a Favor" – Jelly Roll - "Thank God" – Kane Brown e Katelyn Brown - "Tennessee Orange" – Megan Moroney - "Thought You Should Know" – Morgan Wallen - "Where We Started" – Thomas Rhett e Katy Perry - "In Your Love" – Tyler Childers - "You Proof" – Morgan Wallen                                                                                    |
| A Turnê de 2023 | A Estrela Country Social de 2023 (apresentado por Scotty McCreery e Lauren Alaina) |
| - Morgan Wallen, One Night at a Time World Tour - Blake Shelton, Back to the Honky Tonk Tour - Carrie Underwood, Denim &amp; Rhinestones Tour - Chris Stapleton, All-American Road Show Tour - Kenny Chesney, I Go Back 2023 Tour - Luke Combs, World Tour - Shania Twain, Queen of Me Tour - Zach Bryan, The Burn, Burn, Burn Tour                                                                                                   | - Blake Shelton - Carrie Underwood - Morgan Wallen - Dolly Parton - Bailey Zimmerman - Kelsea Ballerini - Luke Combs - Shania Twain |
| Prêmio Ícone Country (apresentado por Blake Shelton) | Prêmio Campeã Country (apresentado por Brothers Osborne) |
| Toby Keith | Wynonna Judd |

## Indicações e vitórias
| Indicações | Artista          |
| ---------- | ---------------- |
| 11         | Morgan Wallen    |
| 8          | Lucas Combs      |
| 7          | Lainey Wilson    |
| 6          | Kane marrom      |
| 6          | RESISTENTE       |
| 6          | Rolo de gelatina |
| 5          | Zach Bryan       |
| 4          | Blake Shelton    |
| 4          | Kelsea Bailarina |
| 4          | Bailey Zimmerman |
| 4          | Megan Moroney    |
| 3          | Carrie Underwood |
| 3          | Shania Twain     |
| 3          | Chris Stapleton  |
| 3          | Antigo Domínio   |
| 2          | Boneca Parton    |
| 2          | Kenny Chesney    |
| 2          | Dan + Shay       |
| 2          | Bloco Priscila   |

| Wins | Artist        |
| ---- | ------------- |
| 4    | Jelly Roll    |
| 3    | Morgan Wallen |
| 3    | Lainey Wilson |